# Alleghany megye (Virginia)
Alleghany megye az Amerikai Egyesült Államokban, azon belül Virginia államban található. Megyeszékhelye Covington, legnagyobb városa Clifton Forge. Lakosainak száma 15 223 fő (2020. április 1.). Alleghany megye Bath, Rockbridge, Botetourt, Craig, Monroe, Greenbrier és Covington megyékkel határos.

## Népesség
A megye népességének változása:
| Lakosok száma | 16 215 | 16 325 | 16 191 | 16 161 | 15 677 | 15 223 |
|               | 2010   | 2011   | 2012   | 2013   | 2015   | 2020   |